# 大原康裕
大原 康裕（おおはら やすひろ、1961年2月21日 - ）は、日本の俳優、声優。愛知県出身。文学座所属。

## 出演作品

### テレビドラマ
- 翔ぶが如く（1990年、NHK）
- 幸福の予感（1996年、東海テレビ・フジテレビ系） - 関根 悟 役
- 獄門島
- 火曜サスペンス劇場（日本テレビ）
  - 指名手配3「夫の工務店から5000万盗んだ妻、7年ぶりに現れて残したウサギの折り紙」（2000年8月1日）- 中学校教師・添田 役
- 幸せ咲いた〜結婚相談所物語〜（2003年、東海テレビ・フジテレビ系）
- 智恵子抄
- 虹色定期便（NHK教育テレビ） - 大河の父 役
- はぐれ刑事
- 牡丹と薔薇
- 役者魂
- 相棒（テレビ朝日・東映）
  - 相棒 Season 8 - 17「怪しい隣人」（2010年2月24日）- 鈴川管工社・社長・小沢 役
  - 相棒 Season 12 - 1「ビリーバー」（2013年10月16日）- 大東亜産業・専務・高山哲治 役
- NHKスペシャル 圓の戦争（2011年、NHK）
- 日本のヴァイオリン王〜名古屋が生んだ世界のマエストロ 鈴木政吉物語〜（2016年2月14日、東海テレビ）- 校長先生 役、名古屋ことば指導
- 水曜ミステリー9
  - 諏訪のスゴ腕警察医（2016年6月8日、テレビ東京） - 大家 役
- 邪神の天秤　公安分析班 (2022年、WOWOW) - 笠原繁信 役
- ちむどんどん (2022年、NHK) - 山原小中学校校長 役
- パンドラの果実〜科学犯罪捜査ファイル〜 Season1 第8話（2022年6月11日、日本テレビ） - 今井 役
- JKと六法全書 第5話（2024年5月17日、テレビ朝日） - 裁判長 役[3]
- 買われた男 第9話（2024年6月13日、テレビ大阪） - 客の夫 役[4]
- モンスター 第10話・最終話（2024年12月16日・23日、関西テレビ・フジテレビ） - 裁判長 役

### 映画
1995年
- 午後の遺言状

2000年
- 三文役者（衣裳係）

2012年
- テルマエ・ロマエ

2013年
- 風立ちぬ

### 舞台
1988年
- 初舞台『近松女敵討』（文学座本公演・サンシャイン劇場）

1989年
- 『春のめざめ』（文学座アトリエ公演）

1990年
- 『一本刀土俵入』（梅田コマ）
- 『似顔絵のひと』（本公演・サンシャイン劇場）

1991年
- 『猫ふんじゃった』（アトリエ）

1992年
- 『きらめく星座』（こまつ座・紀伊國屋ホール）

1993年
- 『晩菊』（東宝・芸術座）

1994年
- 『恋ぶみ屋一葉』（松竹・新橋演舞場）

1995年
- 『ハムレット』（松竹・サンシャイン劇場）

1996年
- 『雨』（こまつ座・紀伊國屋ホール）

1997年
- 『河をゆく』（アトリエ）

1998年
- 『クロイツェル・ソナタ』（アトリエ）

1999年
- 『月の光にさそわれて』（俳優座劇場）
- 『土曜・日曜・月曜』（地人会・紀伊國屋ホール）

2000年
- 『華々しき一族』（新国立劇場）
- 『最後の晩餐』（本公演・紀伊國屋ホール）
- 『マクベス』（新国立劇場）

2001年
- 『モンテ・クリスト伯』（本公演・紀伊國屋サザンシアター）

2002年
- 『アラビアンナイト』（本公演・青山円形劇場）

2003年
- 『紙屋町さくらホテル』（こまつ座・紀伊國屋ホール）

2007年
- 『数字で書かれた物語』（アトリエ）

2008年
- 『長崎ぶらぶら節』（本公演・東京芸術劇場）
- 『山の巨人たち』（新国立劇場・中劇場）

2009年
- 『花咲くチェリー』（本公演・紀伊國屋ホール）

2010年
- 『ダーウィンの城』（アトリエ）

2011年
- 『岸田國士傑作短編集』（本公演・紀伊國屋サザンシアター）

2017年
- 『デルフィニア戦記 第一章』（天王洲銀河劇場） - ブルクス 役

2018年
- 『デルフィニア戦記〜動乱の序章〜』（渋谷区文化総合センター大和田） - ブルクス 役

2019年
- 『デルフィニア戦記〜獅子王と妃将軍〜』（東京ドームシティシアターGロッソ） - ブルクス 役

2023年
- 『女学者たち』（川崎市アートセンター アルテリオ小劇場）[5]

2025年
- 『華岡青洲の妻』（本公演・紀伊國屋サザンシアター 他）[6]

### テレビアニメ
2007年
- やっとかめ探偵団

### OVA
2000年
- 銀河英雄伝説外伝 第三次ティアマト会戦（ノルデン少将）

### 吹き替え
- アメリア 永遠の翼
- エミリー・ローズ
- キングコング ※テレビ朝日版2
- スリング・ブレイド

### ナレーション
- ジョージア
- チョコラBB

### CM
- 花王ハミング
- クロネコヤマト（ヤマト運輸）
- 『我が家は焼き肉屋さん』（キッコーマン）

### ラジオ
- 朗読「坊っちゃん」（2016年11月 - 12月、NHKラジオ第2）
  - 「朗読の世界」で再放送（2024年10月 - 11月、NHK-FM）[7]
- 青春アドベンチャー （NHK-FM）
  - 『あずかりやさん』（2019年11月11日 - 15日）[8]